# Rivière aux Sables (vattendrag i Kanada, lat 47,33, long -78,79)
Rivière aux Sables är ett vattendrag i Kanada.   Det ligger i provinsen Québec, i den sydöstra delen av landet, 300 km nordväst om huvudstaden Ottawa.
I omgivningarna runt Rivière aux Sables växer i huvudsak blandskog. Trakten runt Rivière aux Sables är nära nog obefolkad, med mindre än två invånare per kvadratkilometer.